# Anna Wood (Kanutin)
Annemarie „Anna“ Wood, geborene Annemarie Cox (* 22. Juli 1966 in Roermond, Provinz Limburg), ist eine ehemalige australische Kanutin niederländischer Herkunft. Sie gewann für beide Nationen mit ihrem jeweiligen (differierenden) Namen je eine Medaille bei Olympischen Spielen.
Sie trat 1988 für die Kanumannschaft der Niederlande bei den Olympischen Sommerspielen in Seoul an. Nach ihrer Heirat mit dem australischen Kanuten Steve Wood (* 17. März 1961; † 23. November 1995) nahm sie ihren heutigen Namen Anna Wood an und startete fortan für Australien.

## Sportliche Erfolge
Bei den Olympischen Sommerspielen 1988 gewann sie im Kanurennsport unter ihrem Geburtsnamen Annemarie Cox zusammen mit Annemiek Derckx auf der Kurzstrecke über 500 Meter im Zweier-Kajak (K2) der Damen die Bronzemedaille in der Zeit von 1:46,00 min.
Bei den Olympischen Sommerspielen 1996 in Atlanta erreichte sie zusammen mit der ebenfalls für Australien startenden deutschstämmigen Kanutin Katrin Borchert im K2 der Damen über 500 Meter mit einer Zeit von 1:40,641 min. den dritten Platz.
Daneben gewann sie bei folgenden Kanu-Weltmeisterschaften im Kajak Medaillen:
- Kanurennsport-Weltmeisterschaften 1985 in Mechelen im K2 mit Annemiek Derckx über 500 Meter Bronze in 1:47,95 min.
- Kanurennsport-Weltmeisterschaften 1987 in Duisburg im K2 mit Derckx über 500 Meter Silber
- Kanurennsport-Weltmeisterschaften 1991 in Paris im Einer-Kajak (K1) über 5000 Meter Silber
- Kanurennsport-Weltmeisterschaften 1997 in Dartmouth (Kanada) im K2 mit Katrin Borchert und nunmehr mit dem Namen „Wood“ für Australien startend sowohl über die 500- wie auch über die 1000-Meter-Distanz jeweils Silber
- Kanurennsport-Weltmeisterschaften 1998 in Szeged/Ungarn im K2 mit Borchert über 500 und 1000 Meter beide Male Gold
- Kanurennsport-Weltmeisterschaften 1999 in Mailand im K2 mit Borchert über 1000 Meter Gold.